# Euxoa rara
Euxoa rara là một loài bướm đêm trong họ Noctuidae.